# Pečené koleno
Pečené koleno je pokrm tvořený upečeným vepřovým kolenem a podávané obvykle s hořčicí, křenem a chlebem, někdy se servíruje nabodnuté na kovové tyčce.
Pečené koleno je považováno za tradiční bavorské jídlo (Schweinshaxe). Podává se s bramborovými knedlíky a červeným zelím nebo s kyselým zelím a brambory. Rakouská verze jídla se nazývá Stelze. Koleno je obvykle nejdříve naloženo nebo předvařeno a potom pečeno do křupava. Je podáváno s hořčicí, ředkvičkami a nakládanými chilli papričkami. 